# Pierre Lohéac
Pour les articles homonymes, voir Lohéac (homonymie).
Pierre Lohéac, né le 6 juillet 1893 à Spézet (Finistère) et décédé le 9 mars 1964 à Neuilly-sur-Seine (Hauts-de-Seine), est un homme politique français.

## Biographie
Agriculteur, il obtient la Croix de guerre à la fin de la Première Guerre mondiale. 
En 1919, au sortir de la guerre, il est élu conseiller municipal de Spézet puis Maire en février 1924.

### Échecs politiques 1928-1932
Proche de la Fédération républicaine, il est candidat malheureux pour la droite aux élections législatives de 1928 et 1932. Les deux fois il est battu d'environ 450 voix par le socialiste SFIO Hippolyte Masson.

### Élections en 1936
Se présentant pour la troisième fois dans la deuxième circonscription de Châteaulin, il réussit enfin à y être élu député en 1936.
Opposant résolu du Front populaire, il portait l'étiquette URD mais regardait plus vers les Républicains de gauche que les Ligue d'extrême droite. 
En tête de 800 votes après le premier tour, il bat le sortant SFIO Hippolyte Masson au deuxième tour avec 7 099 contre 5 684 voix.
Les 2 047 électeurs de l'USR Guillaume Jaffrennou se reportant majoritairement sur lui.
À la Chambre, il siège au sein du groupe des Républicains indépendants d'action sociale, qui regroupe l'aile conservatrice de l'Alliance démocratique et ceux qui repousse la dérive droitière de la Fédération républicaine.
Il voulait favoriser le développement du crédit agricole et de la petite propriété. Défenseur également du petit commerce, il y voyait un rempart protégeant les institutions républicaines contre le "socialisme d'État".
Partisan du désarmement, de la représentation proportionnelle et de la diminution du nombre des parlementaires, membre de la commission d'assurance et de prévoyance.
Il vote, le 10 juillet 1940, en faveur des pleins pouvoirs au Maréchal Pétain. 
Il ne retrouve pas de mandat de parlementaire après la Libération.

## Sources
- « Pierre Lohéac », dans le Dictionnaire des parlementaires français (1889-1940), sous la direction de Jean Jolly, PUF, 1960 [détail de l’édition]
- http://www2.assemblee-nationale.fr/sycomore/fiche/(num_dept)/7877